# Fils unique (film)
Pour les articles homonymes, voir Fils unique (homonymie).
Pour plus de détails, voir Fiche technique et Distribution.
Fils unique est un film belge réalisé par Miel Van Hoogenbemt et sorti en 2010[réf. nécessaire].

## Fiche technique
- Titre français : Fils unique
- Scénario : Miel Van Hoogenbemt et Dominique Sampiero
- Genre : Film autobiographique
- Dates de sortie : 
  -  Canada : 22 août 2011 (Festival des films du monde de Montréal)
  -  Belgique : 15 février 2012

## Distribution
- Laurent Capelluto – Vincent
- Patrick Chesnais - Théo
- Amir Ben Abdelmoumen - Vincent (à 10 ans)
- Sophie Quinton - Pauline
- Anna Galiena - Marie
- Ángela Molina
- Eric Larcin
- Alain Perpète
- Astrid Whettnall  - Jade
- Fanny Valette

## Distinctions
- Festival international du film d'Arras 2011
  - Prix Regards Jeunes